# Jon McGregor

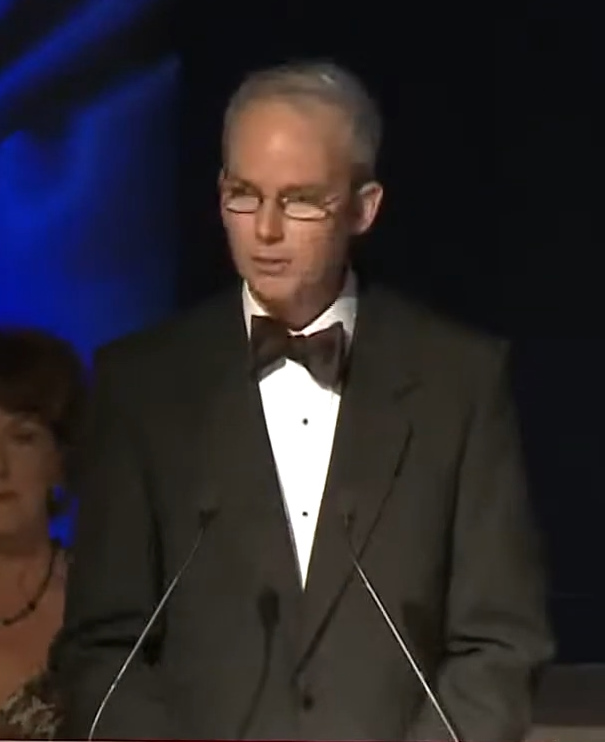
Jon McGregor (2012)

Jon McGregor (geboren 1976 auf den Bermudas) ist ein britischer Schriftsteller.

## Leben
wuchs in Norwich und Thetford (Norfolk) auf und studierte „Media Technology and Production“ an der Bradford University. Er lebt in Nottingham.
2002 war er für seinen mit 26 geschriebenen Erstling „Nach dem Regen“ (Original: If nobody speaks of remarkable things) in der Endausscheidung um den Sunday Times Young Writer of the Year Award und gewann 2003 den Somerset Maugham Award und den Betty Trask Prize.
2007 folgte „So oder so“ (So Many Ways to Begin), 2010 machte ihn die  University of Nottingham zum Ehrendoktor. 2011 schuf er „Als letztes die Hunde“ (Even the dogs), der 2012 den International IMPAC Dublin Literary Award erhielt. 2012 kam „This Isn’t the Sort of Thing That Happens to Someone Like You“ auf den Markt. Für „Reservoir 13“ erhielt er 2017 den Costa Book Award in der Kategorie „Roman“. Der Roman erschien 2018 auf Deutsch. Stefan Mesch nannte ihn ein „Meisterwerk“.

## Politische Einstellungen
Im Oktober 2024 gehörte McGregor zu den Unterzeichnern eines Aufrufs zum Boykott israelischer Kulturinstitutionen, „die an der überwältigenden Unterdrückung der Palästinenser mitschuldig sind oder diese stillschweigend beobachtet haben“.

## Werke (Auswahl)
- If Nobody Speaks of Remarkable Things. Bloomsbury, London 2002
  - Nach dem Regen : Roman. Übersetzung Anke Caroline Burger. Klett-Cotta, Stuttgart 2005, ISBN 978-3-608-93732-9
- So Many Ways to Begin. Bloomsbury, London 2006
  - So oder so : Roman. Übersetzung Anke Caroline Burger. Klett-Cotta, Stuttgart 2007, ISBN 978-3-608-93767-1
- Even the Dogs. Bloomsbury, London 2010
  - Als Letztes die Hunde : Roman. Übersetzung Anke Caroline Burger. Berlin-Verlag, Berlin 2011 ISBN 978-3-8270-0980-7
- This Isn’t the Sort of Thing That Happens to Someone Like You. Bloomsbury, London 2012
- Reservoir 13. HarperCollins, London 2017
  - Speicher 13 : Roman. Übersetzung Anke Caroline Burger. Liebeskind, München 2018, ISBN 978-3-95438-084-8
- Lean Fall Stand. Fourth Estate, London 2021, ISBN 978-0-00-820490-7
  - Stürzen Liegen Stehen,  Übersetzung Anke Caroline Burger. Liebeskind, München 2022, ISBN 978-3-95438-142-5